# Morillon (cépage)
Pour les articles homonymes, voir Morillon.
Le morillon  est un cépage qui existe en trois variétés, le noir, le hâtif et le blanc.
Il est cité par François Villon dans les derniers vers de son œuvre majeure, Le Testament :
Ung traict but de vin morillon

Quant de ce monde voult partir
(Je bus du vin morillon/Quand je voulus partir de ce monde).

## Sources
- Alexandre-Pierre Odart, Ampélographie, ou Traité des cépages les plus estimés dans tous les vignobles de quelque renom, éditeur Bixio (Paris), 1845, vol. XI, 436 p., Bibliothèque nationale de France